# (1838) Ursa
(1838) Ursa es un asteroide perteneciente al cinturón exterior de asteroides descubierto por Paul Wild desde el observatorio de Berna-Zimmerwald, Suiza, el 20 de octubre de 1971.

## Designación y nombre
Ursa se designó inicialmente como 1971 UC.
Posteriormente fue nombrado en honor de la esposa y un hijo del descubridor.

## Características orbitales
Ursa está situado a una distancia media de 3,214 ua del Sol, pudiendo alejarse hasta 3,266 ua y acercarse hasta 3,163 ua. Su inclinación orbital es 21,97° y la excentricidad 0,01613. Emplea en completar una órbita alrededor del Sol 2105 días.